# کاربیس شاملیان
کاربیس هاکوبی شاملیان (ارمنی: Կարպիս Հակոբի Շամլյան زاده ۹ فوریهٔ ۱۹۳۹ - درگذشته ۱۱ فوریهٔ ۲۰۲۲) یک بازیگر اهل ارمنستان بود. وی بین سال‌های ۱۹۶۴ تا ۲۰۲۲ میلادی فعالیت می‌کرد.

## زندگی‌نامه
وی در ۹ فوریهٔ ۱۹۳۹ در اسکندریه به دنیا آمد و از انستیتو دولتی هنری و نمایشی ایروان (۱۹۶۵) فارغ‌التحصیل شد. وی از ۱۹۶۴ در تئاتر دراماتیک دولتی وارطان آجمیان گیومری و از ۱۹۷۱ در تئاتر نمایشی هراچیا غاپلانیان فعالیت می‌کرد. وی همچنین برندهٔ جوایزی همچون هنرمند افتخاری جمهوری ارمنستان (۲۰۰۸) و مدال طلای اتحادیه کارگردانان تئاتر ارمنستان (۲۰۱۲, ۲۰۱۵) و جوایز آرتاوازد (۲۰۱۵) شده است. وی در ۱۱ فوریهٔ ۲۰۲۲ در سن ۸۳ سالگی درگذشت.

## بخشی از فیلمشناسی
از فیلم‌ها یا برنامه‌های تلویزیونی که وی در آن نقش داشته است می‌توان به آثار زیر اشاره کرد.
- رفیق پانجونی (۱۹۹۳)

## یادداشت
1. ↑  ՀԹԳՄ ոսկե մեդալ
2. ↑  ՀԹԳՄ «Արտավազդ» մրցանակ